# Marcel Ndjeng
Marcel Ndjeng Biyouha (* 6. Mai 1982 in Bonn, Nordrhein-Westfalen) ist ein ehemaliger kamerunisch-deutscher Fußballspieler und jetziger -trainer. Seine Position war im rechten Mittelfeld. Sein Bruder Dominique Ndjeng war ebenfalls Profifußballer.

## Karriere als Spieler

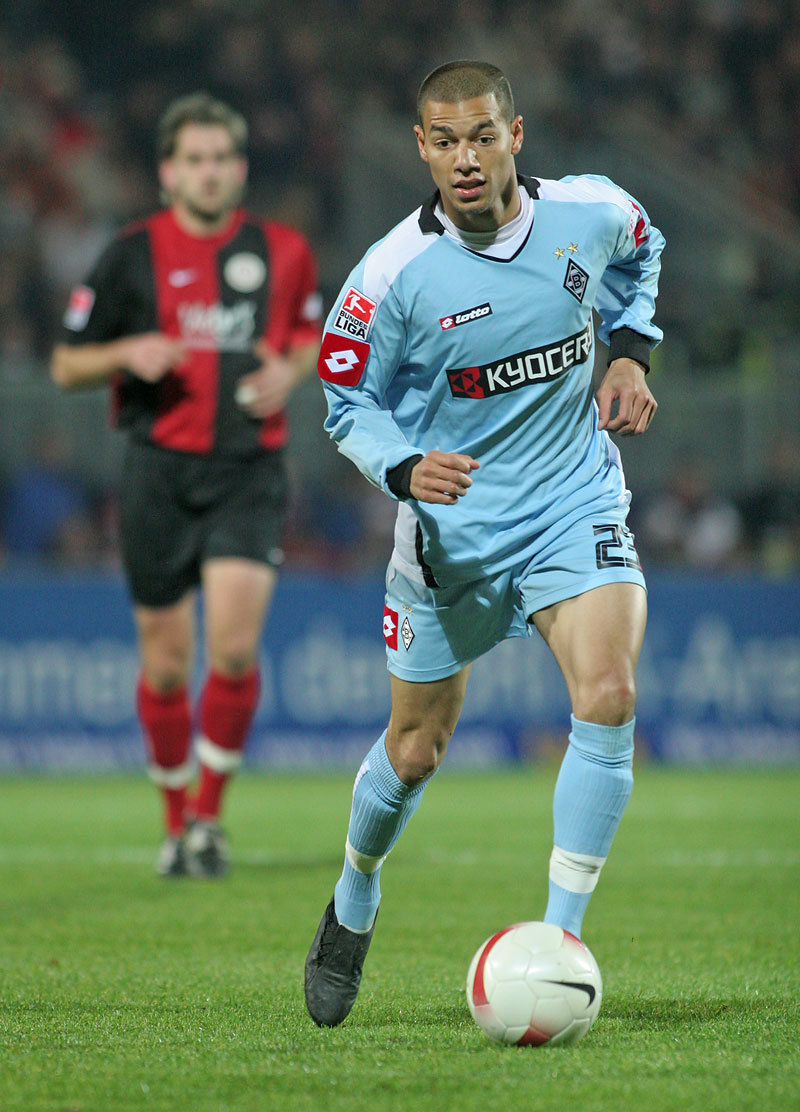
Ndjeng als Spieler von Mönchengladbach (2007)

Marcel Ndjeng begann 1988 seine Laufbahn bei Fortuna Bonn und wechselte im Jahre 1995 für eine Spielzeit in den Nachwuchs des Bonner SC. Im Jahr 1996 verließ er diesen in Richtung 1. FC Köln, bevor es ihn 2004 zu Fortuna Düsseldorf zog. Dort verbrachte er nur eine Saison und so wechselte Ndjeng zum SC Paderborn. Für die Paderborner bestritt er in der 2. Bundesliga alle 34 Partien und erzielte dabei neun Tore.
Zur Saison 2006/07 wechselte Ndjeng in die Bundesliga zu Arminia Bielefeld. Seinen ersten Bundesligatreffer erzielte er am 12. Spieltag im Auswärtsspiel bei Eintracht Frankfurt zum 3:0-Endstand. Dabei war er maßgeblich am Sieg beteiligt, denn der erst in der 58. Minute eingewechselte Deutsch-Kameruner bereitete zudem das 2:0 aus Bielefelder Sicht durch Sibusiso Zuma vor. Bei der Arminia war er jedoch kein Stammspieler. Da er im Team von Trainer Ernst Middendorp keine Chance sah, entschied sich Ndjeng zu – von seinem Ex-Trainer Jos Luhukay trainierten Verein – Borussia Mönchengladbach zu wechseln. Dort erhielt er einen Dreijahresvertrag, gültig bis Juni 2010. Nach der Saison 2007/08 wurde er von Fachblatt kicker zum besten Zweitliga-Spieler der Saison gewählt. Ab Anfang Januar 2009 gehörte Ndjeng nicht mehr zum Profikader der Borussia; man legte ihm nahe, sich einen neuen Verein zu suchen.
Der Hamburger SV lud ihn zum Test vom 14. bis 18. Januar 2009 in sein Trainingslager in La Manga ein, bei dem er beim Testspiel gegen TSG 1899 Hoffenheim eingewechselt wurde. Eine Woche später einigten sich die Vereine auf eine Ausleihe bis zum Saisonende 2009. Seit der Saison 2009/10 spielte er für den FC Augsburg, mit denen er im zweiten Anlauf in die Fußball-Bundesliga aufstieg. Am Ende der Saison 2011/12 wurde Ndjengs Vertrag nicht verlängert.
In der Sommerpause 2012 wechselte Ndjeng zu Hertha BSC. Er unterschrieb beim Bundesligaabsteiger zunächst einen Zweijahresvertrag bis zum 30. Juni 2014 und folgte seinem Trainer aus Paderborner, Mönchengladbacher und Augsburger Zeiten Jos Luhukay nach Berlin. Im Februar 2014 wurde sein Vertrag um ein weiteres Jahr verlängert.
Zur Saison 2015/16 kehrte Ndjeng zum SC Paderborn zurück. Sein Weitschuss-Tor in einem Freundschaftsspiel gegen die Bolton Wanderers während der Saisonvorbereitung wurde im Juli 2015 zum Tor des Monats gewählt. Nach einem Jahr verließ Ndjeng Paderborn und wechselte in die dritte spanische Liga zu Atlético Baleares. Dort beendete er im Sommer 2018 seine aktive Karriere.

### Nationalmannschaft
Im Mai 2008 wurde Marcel Ndjeng erstmals in die kamerunische Nationalmannschaft berufen. Er bestritt fünf Länderspiele ohne Torerfolg.

## Karriere als Trainer
Von 2021 bis 2022 war Ndjeng Co-Trainer des Regionalligisten Bonner SC und von 2022 bis 2024 Cheftrainer der dortigen U19. Zur Saison 2024/25 wurde er an der Seite von Oliver Kirch Co-Trainer der U19 bei Borussia Mönchengladbach.

## Erfolge als Spieler
- Zweitligameister in der Saison 2007/08 mit Borussia Mönchengladbach
- 1.-Bundesliga-Aufstieg Saison 2010/11 mit dem FC Augsburg
- Zweitligameister in der Saison 2012/13 mit Hertha BSC

## Auszeichnungen
- Torschütze des Monats Juli 2015[8]